# Rehén

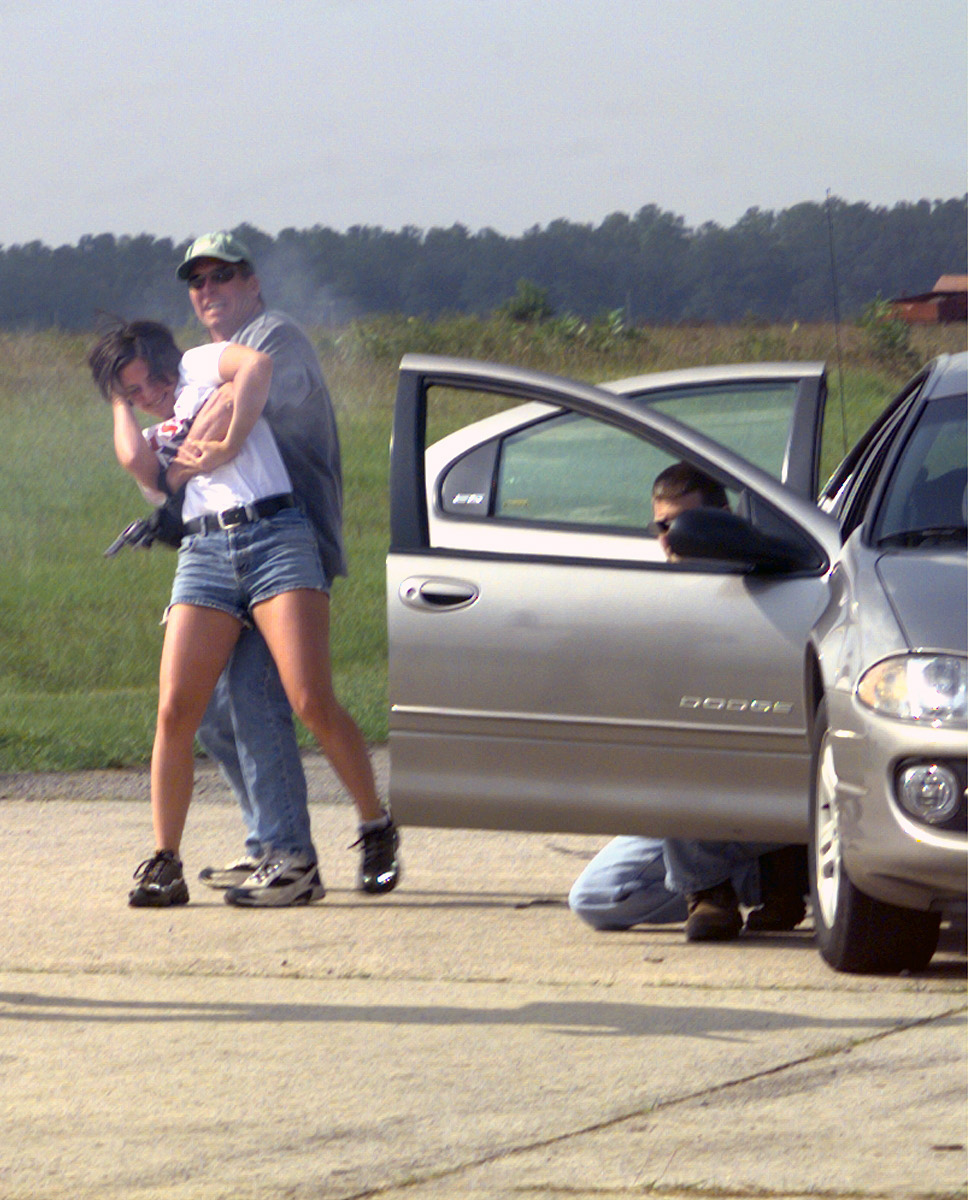
Simulacro policial con un rehén.

Un rehén (u hostaje, desusado) es una persona cuya libertad se verá privada y retenida a la fuerza por unos captores con objeto de utilizar esta situación para tratar de obligar a otra persona, organización o nación a cumplir unas condiciones dadas.
Tomar rehenes supone una amenaza para el propio rehén y para la parte coaccionada. Hoy en día se considera un delito, y en determinados casos incluso un acto terrorista. Sin embargo, la captura de rehenes tiene un largo historial militar que data de hace miles de años.

## Etimología
La palabra "rehén" proviene de rihán (رهينة) del árabe hispánico y este a su vez de rihān del árabe clásico: "garantía".
Por su parte, "hostaje" deriva del occitano ostatge, proveniente del latín tardío obsidaticum -->latín medieval ostaticum, ostagium), el estado de ser un obses (plural obsides), "hostaje", del latín obsideō ("Yo acecho/frecuento/bloqueo/asedio")]. Esta palabra se considera en desuso en el español actual.